# Cerastium alpinum

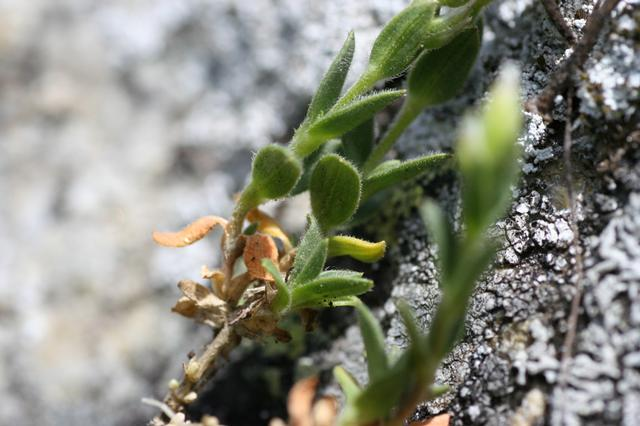
Detalle de las hojas lanosas

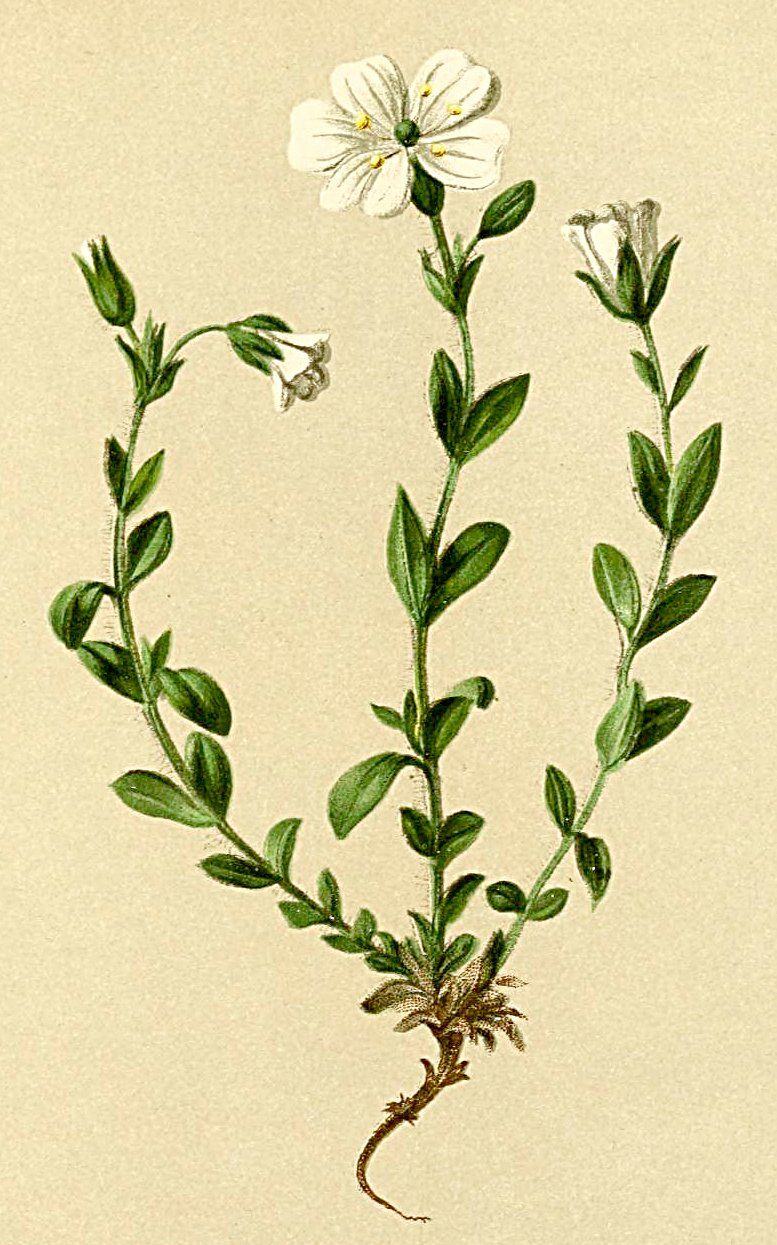
Ilustración

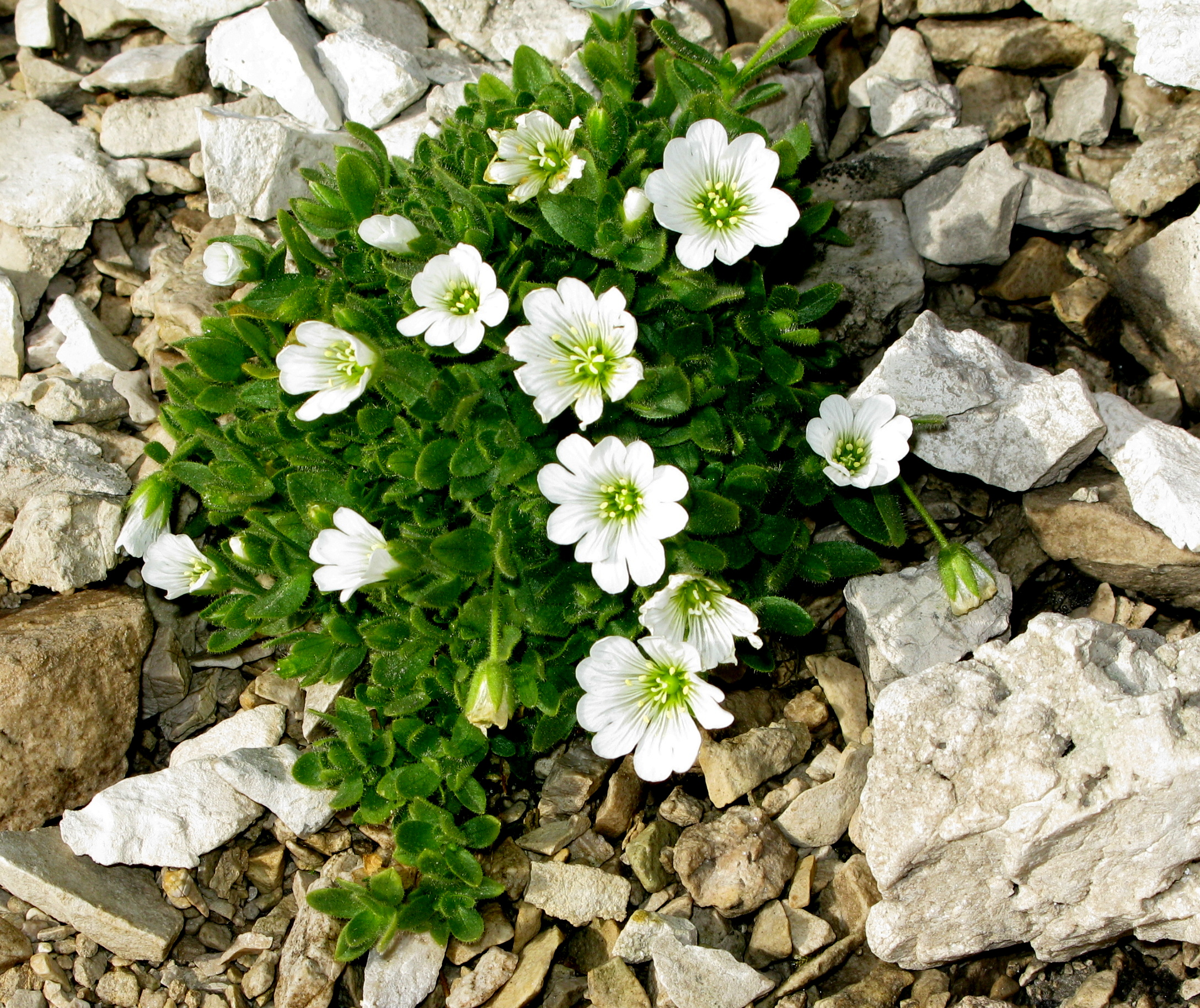
Cerastium latifolium - MHNT

Cerastium alpinum,  es una especie perteneciente a la familia de las cariofiláceas.  Es originaria de Groenlandia, Canadá y Norte de Europa.

## Descripción
Es una planta perenne cubierta de pelos blancos lanosos. Alcanza un tamaño de 10-20 cm de altura. Sus hojas son obovadas u oblongo-lanceoladas. Sus flores grandes, solitarias o agrupadas en 2 a 5 se colocan en la cima. Los sépalos son ovado-lanceolados y pétalos obovados cuneiforme, bífidos, lóbulos angostos, erecto durante la floración y 1-2 veces más largos que los sépalos. El fruto es una cápsula grande y cilíndrica, curvada en la parte superior y 1 vez más largo que el cáliz. La polinización es entomófila y particularmente Diptera.

## Taxonomía
Cerastium alpinum fue descrita por   Carlos Linneo y publicado en Species Plantarum 1: 438–439. 1753.
Etimología
Cerastium: nombre genérico que proviene del griego: keras (= cuerno), probablemente refiriéndose a la forma de los frutos del género. Fue latinizado más tarde por el botánico alemán Johann Jacob Dillenius (1684-1747) y luego, eventualmente asumida por Carlos Linneo en 1753. 
alpinum: epíteto latino que se refiere a su hábitat. 
Citología
Número de cromosomas de Cerastium alpinum (Fam. Caryophyllaceae) y táxones infraespecíficos: 2n=72
Sinonimia
- Alsine alpina (L.) E.H.L.Krause
- Cerastium acutifolium Dufour
- Cerastium arvense var. alpinum (L.) Benth.
- Cerastium atratum Lapeyr.
- Cerastium bombycinum Schur
- Cerastium hirsutum Fisch. ex Ser.
- Cerastium laniferum Schur
- Cerastium lanuginosum Willd. ex Rchb.
- Cerastium latifolium Edmondston
- Cerastium microphyllum Schur
- Cerastium rotundifolium Schur
- Cerastium saxatile Turcz.
- Cerastium viscosissimum Schur
- Stellaria alpina Gray[4]

## Nombre comunes
- Castellano: melosilla, oreja de ratón.[5]